# 承天寺 (泉州)
承天寺位于中国福建省泉州市鲤城区南俊巷，又名月台寺，是泉州城内与开元寺、崇福寺齐名的“三大丛林”之一。

## 历史
承天寺始建于南唐保大十五年至中兴元年（957年－958年），初名南禅寺，其址原为晋江王、清源军节度使留从效的南园。北宋景德四年（1007年）敕名承天寺。明末毁于兵乱。清康熙三十年（1691年）重建。“文革”中弥勒殿、法堂、钟鼓楼、廊庑及山亭塔幢雕塑等被毁，寺院一度被挪为他用。1983年，旅居新加坡的宏船法师返回泉州，发愿重修承天寺。1985年开始重修大雄宝殿并新建法堂和弥勒殿等建筑，至1990年10月全部竣工，中国佛教协会会长赵朴初出席开光大典。

## 建筑及古迹
承天寺占地七十余亩，坐北朝南，沿中轴线依次为天王殿、弥勒殿、放生池、飞来塔、大雄宝殿、法堂、文殊殿，两侧有钟、鼓楼和廊庑等建筑。西侧临街设山门，有东西方向通道通往天王殿，从而使全寺布局能坐北朝南。通道北侧与临街形成的夹角处建有园林。

### 大雄宝殿
大雄宝殿面阔五间，重檐歇山顶，燕尾脊，富有闽南传统建筑特色。

### 铜佛
法堂内的铜佛，高2米，重约1吨，由印度传入，其年代可能为五代前后。

### 泉州闽国铸钱遗址
泉州“闽国铸钱遗址”位于承天寺西南，大致在山门与天王殿之间的过道及园林附近，面积约1000多平方米。五代闽王王延羲于永隆四年（942）八月至永隆六年（944）三月曾在此铸“永隆通宝”铁钱。2002年夏在此发掘出土数千件陶质钱范及当时烘烤钱范的炉箄、炉壁残片等遗物。　　

### 宋代石经幢
文殊殿前的石经幢原立于泉州城北门通天宫，原称通天宫石经幢，后因通天宫久圮，于1989年移入承天寺内。石经幢建于北宋崇宁年间，八角，通高7米，共13层，由须弥座、多层幢身、莲座、幢檐、宝顶等构件垒叠而成。浮雕有力士、佛像、莲瓣，云龙及山峰水波纹等。
- 山门
- 天王殿
- 弥勒殿
- 放生池
- 大雄宝殿
- 文殊殿及宋代石经幢